# Te Toiroa Tahuriorangi

a Compétitions nationales et continentales officielles uniquement.

b Matchs officiels uniquement.
Dernière mise à jour le 16 mai 2025.
Te Toiroa Tahuriorangi (prononcer [tɛ toiɾɔa taːhʉɾiɔɾaŋi]), né le 31 mars 1995 à Rotorua (Nouvelle-Zélande), est un joueur international néo-zélandais de rugby à XV, évoluant au poste de demi de mêlée. Il joue avec la province de Bay of Plenty en NPC depuis 2020, et avec la franchise des Chiefs en Super Rugby depuis 2023.

## Carrière

### En club
Né et éduqué à Rotorua dans la région de la Baie de l'Abondance, Te Toiroa Tahuriorangi rejoint l'équipe de rugby de la province de Taranaki à la fin du lycée. Il fait ses débuts professionnels en NPC à l'âge de 20 ans, le 15 août 2015 contre Wellington,.
Après une solide première saison au niveau professionnel, il signe un contrat de deux saisons avec la franchise des Hurricanes à compter de la saison 2016 de Super Rugby,. Il ne joue cependant que dix matchs en deux saisons (dont une seule titularisation), en raison de la concurrence du All Black TJ Perenara à son poste.
À la recherche de plus de temps de jeu, il quitte les Hurricanes et est recruté par la franchise des Chiefs en 2018, où signe un contrat de deux saisons, en remplacement de Tawera Kerr-Barlow parti jouer en France au Stade rochelais. Avec sa nouvelle équipe, il se partage le temps de jeu avec le All Black Brad Weber,. 
En 2019, après des performances décevantes, il perd sa place en faveur de Weber, et ne connaît que deux titularisations en quatorze matchs. En mai 2019, il prolonge son contrat avec la fédération néo-zélandaise et les Chiefs jusqu'en 2021.
En 2020, il fait son retour dans sa région natale en rejoignant la province de Bay of Plenty pour disputer le NPC.
Lors des saisons 2020 et 2021 de Super Rugby, il voit à nouveau son temps de jeu fortement baisser aux Chiefs, et doit se contenter d'un rôle de doublure derrière Weber,.
En 2021, après sa saison de NPC avec Bay of Plenty, il est prêté deux semaines à la province de Waikato, afin de compenser les blessures au poste de demi de mêlée lors des phases finales. Il dispute une seule rencontre avec sa nouvelle équipe, à l'occasion de la finale de la compétition face à Tasman, que son équipe remporte,.
Dans l'optique de se relancer, il signe un contrat d'un an avec les Crusaders pour la saison 2022, rejoignant ainsi un effectif déjà fourni avec les présences de Mitchell Drummond et Bryn Hall à son poste. Il joue six rencontres lors de la saison, pour une seule titularisation. Il ne participe à aucun match des phases finales, qui voient son équipe remporter le championnat.
Pour la saison 2023, il s'engage initialement avec les Highlanders, où il doit compenser la blessure longue durée de Folau Fakatava,. Néanmoins, la récupération de Fakatava étant finalement plus courte que prévu, et il se retrouve à nouveau sans contrat. Il fait cependant son retour aux Chiefs dans la foulée, en remplacement de Xavier Roe (en), qui manque l'intégralité de la saison à cause d'une blessure à l'épaule.

### En équipe nationale
Te Toiroa Tahuriorangi est sélectionné pour évoluer avec l'équipe de Nouvelle-Zélande des moins de 20 ans en 2015, et participe au championnat du monde junior, que son équipe remporte,.
En juin 2017, il est appelé pour jouer avec les Māori All Blacks dans le cadre de la Tournée des Lions britanniques en Nouvelle-Zélande. Il dispute finalement pas la rencontre contre les Lions, mais est rappelé quelques mois plus tard pour la tournée en Amérique du Nord. Il joue son premier match avec cette sélection contre l'équipe du Canada le 4 novembre 2017.
En août 2018, malgré le fait de n'être pas un titulaire indiscutable avec les Chiefs, il est sélectionné pour la première fois par Steve Hansen pour évoluer avec les All Blacks. Il fait alors office de troisième demi de mêlée, derrière les expérimentés Aaron Smith et TJ Perenara. Il connait sa première cape le 8 septembre 2018, à l’occasion d’un match contre l'équipe d'Argentine à Nelson, lors du Rugby Championship 2018.
En avril 2019, il fait partie du groupe élargi des All Blacks retenu pour préparer le Rugby Championship 2019 et la Coupe du monde au Japon. Il est toutefois écarté de la sélection en juillet au profit, notamment, de son coéquipier Brad Weber,.
Il fait son retour avec les Māori All Blacks en 2020, dans le cadre d'une rencontre face aux Moana Pasifika. Remplaçant de Bryn Hall, il participe à la victoire de son équipe, qui s'impose sur le score de 28 à 21,.

## Palmarès

### En franchise et province
- Vainqueur du NPC en 2021 avec Waikato.
- Vainqueur du Super Rugby en 2022 avec les Crusaders.
- Finaliste du NPC en 2024 avec Bay of Plenty.
- Finaliste du Super Rugby en 2023, 2024 et 2025 avec les Chiefs.

### En équipe nationale
- Vainqueur du championnat du monde junior en 2015
- Vainqueur du Rugby Championship en 2018.

## Statistiques
Te Toiroa Tahuriorangi compte 3 capes en équipe de Nouvelle-Zélande, dont une en tant que titulaire, depuis le 8 septembre 2018 contre l'équipe d'Argentine à Nelson.
Il participe à une édition du Rugby Championship, en 2018. Il dispute une rencontre dans cette compétition.